# Coupe de Serbie de football 2020-2021
Navigation
Coupe de Serbie 2019-2020 Coupe de Serbie 2021-2022
La Coupe de Serbie 2020-2021 est la 15e édition de la coupe nationale serbe. Elle prend place entre le 9 septembre 2020 et le 25 mai 2021.
La compétition est remportée par l'Étoile rouge de Belgrade, qui décroche son quatrième titre aux dépens du Partizan Belgrade lors de la finale et complète le doublé Coupe-Championnat.

## Format
Un total de 37 équipes prennent part à la compétition. Cela inclut l'intégralité des 32 clubs des deux premières divisions serbes lors de la saison 2019-2020. Les cinq derniers clubs participants sont quant à eux les différents vainqueurs des coupes régionales de la saison 2019-2020.
L'intégralité des confrontations se jouent sur une seule manche. Avant les quarts de finale, aucune prolongation n'est disputée en cas d'égalité à l'issue du temps règlementaire, la rencontre étant alors directement décidée par une séance de tirs au but.
Le vainqueur de la coupe se qualifie pour le deuxième tour de qualification de la Ligue Europa Conférence 2021-2022. Si celui-ci est déjà qualifié pour une compétition européenne par un autre biais, cette place qualificative est reversée au championnat.

## Tour préliminaire
Un tour préliminaire est disputé afin de réduire le nombre de participants à 32 dans la perspective des seizièmes de finale. Cette phase marque le début de la compétition et concerne les cinq derniers de la deuxième division 2019-2020 ainsi que les cinq vainqueurs des coupes régionales pour un total de 10 équipes et cinq confrontations.
| Date             | Locaux                 | Score             | Visiteurs                |
| ---------------- | ---------------------- | ----------------- | ------------------------ |
| 9 septembre 2020 | Sloga Majdevo (D4)     | 0 - 10            | (D2) Trayal Kruševac     |
| 9 septembre 2020 | Mokra Gora (D4)        | 1 - 1 (4 - 6 tab) | (D3) Smederevo 1924      |
| 9 septembre 2020 | FK Sušica (D3)         | 2 - 0             | (D3) Sinđelić Belgrade   |
| 9 septembre 2020 | Jedinstvo Rumenka (D4) | 4 - 1             | (D2) FK Zemun            |
| 9 septembre 2020 | IMT Belgrade (D2)      | 2 - 0             | (D2) Budućnost Dobanovci |

## Seizièmes de finale
Ce tour voit l'entrée en lice de l'intégralité des équipes restantes.
| Date             | Locaux                        | Score             | Visiteurs                     |
| ---------------- | ----------------------------- | ----------------- | ----------------------------- |
| 20 octobre 2020  | Napredak Kruševac (D1)        | 2 - 1             | (D2) OFK Žarkovo              |
| 21 octobre 2020  | Voždovac Belgrade (D1)        | 2 - 2 (4 - 2 tab) | (D2) Grafičar Belgrade        |
| 21 octobre 2020  | Smederevo 1924 (D3)           | 1 - 2             | (D1) Radnički Niš             |
| 21 octobre 2020  | Jedinstvo Rumenka (D4)        | 0 - 2             | (D1) Vojvodina Novi Sad       |
| 21 octobre 2020  | Javor Ivanjica (D1)           | 2 - 1             | (D2) Radnički 1923            |
| 21 octobre 2020  | FK Sušica (D3)                | 0 - 2             | (D1) Spartak Subotica         |
| 21 octobre 2020  | Mačva Šabac (D1)              | 1 - 2             | (D1) Metalac Gornji Milanovac |
| 21 octobre 2020  | FK Novi Pazar (D1)            | 1 - 3             | (D1) FK Čukarički             |
| 21 octobre 2020  | FK Kabel (D2)                 | 3 - 4             | (D1) Radnik Surdulica         |
| 21 octobre 2020  | Rad Belgrade (D1)             | 0 - 0 (5 - 3 tab) | (D2) FK Kolubara              |
| 21 octobre 2020  | Trayal Kruševac (D2)          | 0 - 2             | (D1) TSC Bačka Topola         |
| 21 octobre 2020  | Mladost Lučani (D1)           | 3 - 0             | (D2) Dinamo Vranje            |
| 21 octobre 2020  | Partizan Belgrade (D1)        | 2 - 0             | (D1) OFK Bačka                |
| 21 octobre 2020  | IMT Belgrade (D2)             | 2 - 1             | (D1) FK Inđija                |
| 21 octobre 2020  | Radnički Pirot (D2)           | 0 - 2             | (D1) Proleter Novi Sad        |
| 16 novembre 2020 | Étoile rouge de Belgrade (D1) | 4 - 2             | (D1) Zlatibor Čajetina        |

## Huitièmes de finale
| Date             | Locaux                        | Score             | Visiteurs                     |
| ---------------- | ----------------------------- | ----------------- | ----------------------------- |
| 25 novembre 2020 | IMT Belgrade (D2)             | 2 - 1             | (D1) Radnički Niš             |
| 25 novembre 2020 | Javor Ivanjica (D1)           | 1 - 1 (1 - 4 tab) | (D1) Voždovac Belgrade        |
| 25 novembre 2020 | Metalac Gornji Milanovac (D1) | 0 - 1             | (D1) Partizan Belgrade        |
| 25 novembre 2020 | Spartak Subotica (D1)         | 1 - 1 (5 - 3 tab) | (D1) Mladost Lučani           |
| 25 novembre 2020 | Radnik Surdulica (D1)         | 2 - 2 (6 - 4 tab) | (D1) FK Čukarički             |
| 25 novembre 2020 | TSC Bačka Topola (D1)         | 2 - 0             | (D1) Napredak Kruševac        |
| 26 novembre 2020 | Proleter Novi Sad (D1)        | 0 - 2             | (D1) Vojvodina Novi Sad       |
| 18 décembre 2020 | Rad Belgrade (D1)             | 1 - 2             | (D1) Étoile rouge de Belgrade |

## Quarts de finale
| Date         | Locaux                        | Score             | Visiteurs               |
| ------------ | ----------------------------- | ----------------- | ----------------------- |
| 10 mars 2021 | TSC Bačka Topola (D1)         | 1 - 1 (3 - 4 tab) | (D1) Radnik Surdulica   |
| 10 mars 2021 | Partizan Belgrade (D1)        | 4 - 0             | (D1) Voždovac Belgrade  |
| 10 mars 2021 | Spartak Subotica (D1)         | 1 - 2             | (D1) Vojvodina Novi Sad |
| 30 mars 2021 | Étoile rouge de Belgrade (D1) | 3 - 0             | (D2) IMT Belgrade       |

## Demi-finales
| Date          | Locaux                        | Score | Visiteurs              |
| ------------- | ----------------------------- | ----- | ---------------------- |
| 21 avril 2021 | Étoile rouge de Belgrade (D1) | 2 - 1 | (D1) Radnik Surdulica  |
| 21 avril 2021 | Vojvodina Novi Sad (D1)       | 0 - 1 | (D1) Partizan Belgrade |

## Finale
La finale voit s'opposer les deux rivaux du « derby éternel » entre l'Étoile rouge de Belgrade et le Partizan Belgrade. La rencontre s'achève sur un résultat nul et vierge à l'issue de la prolongation. Le titre est par la suite remporté par l'Étoile rouge qui s'impose au terme de la séance des tirs au but sur le score de 4 à 3.
| ·               |    |                           |      |
| Titulaires :    |    |                           |      |
|                 |    |                           |      |
| G               | 82 | 0 Milan Borjan            |      |
| DG              | 23 | 0 Milan Rodić             |      |
| DC              | 19 | 0 Nemanja Milunović (en)  |      |
| DC              | 6  | 0 Radovan Pankov          |      |
| DD              | 2  | 0 Milan Gajić             | 72e  |
| MdC             | 35 | 0 Sékou Sanogo            |      |
| MC              | 8  | 0 Guélor Kanga            | 66e  |
| MC              | 4  | 0 Mirko Ivanić (en)       | 91e  |
| AiG             | 10 | 0 Aleksandar Katai        | 72e  |
| AiD             | 31 | 0 El Fardou Ben Nabouhane | 101e |
| AC              | 16 | 0 Diego Falcinelli (en)   | 91e  |
|                 |    |                           |      |
| Remplaçants :   |    |                           |      |
| M               | 22 | 0 Veljko Nikolić          | 66e  |
| D               | 77 | 0 Marko Gobeljić          | 72e  |
| A               | 55 | 0 Slavoljub Srnić (en)    | 72e  |
| M               | 5  | 0 Miloš Degenek           | 91e  |
| A               | 92 | 0 Aleksa Vukanović (en)   | 91e  |
| A               | 99 | 0 Nikola Krstović         | 101e |
|                 |    |                           |      |
| Entraîneur :    |    |                           |      |
| Dejan Stanković |    |                           |      |

| ·                     |    |                             |      |
| Titulaires :          |    |                             |      |
|                       |    |                             |      |
| G                     | 88 | 0 Vladimir Stojković        |      |
| DG                    | 72 | 0 Slobodan Urošević         | 111e |
| DC                    | 4  | 0 Svetozar Marković         | 46e  |
| DC                    | 5  | 0 Igor Vujačić (en)         |      |
| DD                    | 26 | 0 Aleksandar Miljković (en) |      |
| MC                    | 16 | 0 Saša Zdjelar              | 106e |
| MC                    | 19 | 0 Aleksandar Šćekić (en)    |      |
| MO                    | 39 | 0 Miloš Jojić               |      |
| AiG                   | 77 | 0 Nemanja Jović             | 73e  |
| AiD                   | 50 | 0 Lazar Marković            | 73e  |
| AC                    | 8  | 0 Filip Holender            | 88e  |
|                       |    |                             |      |
| Remplaçants :         |    |                             |      |
| D                     | 23 | 0 Bojan Ostojić (en)        | 46e  |
| M                     | 6  | 0 Bibras Natkho             | 73e  |
| A                     | 97 | 0 Aleksandar Lutovac (en)   | 73e  |
| A                     | 32 | 0 Nikola Štulić             | 88e  |
| A                     | 80 | 0 Filip Stevanović          | 106e |
| D                     | 17 | 0 Marko Živković (en)       | 111e |
|                       |    |                             |      |
| Entraîneur :          |    |                             |      |
| Aleksandar Stanojević |    |                             |      |

| ·               |    |                           |      |
| Titulaires :    |    |                           |      |
|                 |    |                           |      |
| G               | 82 | 0 Milan Borjan            |      |
| DG              | 23 | 0 Milan Rodić             |      |
| DC              | 19 | 0 Nemanja Milunović (en)  |      |
| DC              | 6  | 0 Radovan Pankov          |      |
| DD              | 2  | 0 Milan Gajić             | 72e  |
| MdC             | 35 | 0 Sékou Sanogo            |      |
| MC              | 8  | 0 Guélor Kanga            | 66e  |
| MC              | 4  | 0 Mirko Ivanić (en)       | 91e  |
| AiG             | 10 | 0 Aleksandar Katai        | 72e  |
| AiD             | 31 | 0 El Fardou Ben Nabouhane | 101e |
| AC              | 16 | 0 Diego Falcinelli (en)   | 91e  |
|                 |    |                           |      |
| Remplaçants :   |    |                           |      |
| M               | 22 | 0 Veljko Nikolić          | 66e  |
| D               | 77 | 0 Marko Gobeljić          | 72e  |
| A               | 55 | 0 Slavoljub Srnić (en)    | 72e  |
| M               | 5  | 0 Miloš Degenek           | 91e  |
| A               | 92 | 0 Aleksa Vukanović (en)   | 91e  |
| A               | 99 | 0 Nikola Krstović         | 101e |
|                 |    |                           |      |
| Entraîneur :    |    |                           |      |
| Dejan Stanković |    |                           |      |

| ·                     |    |                             |      |
| Titulaires :          |    |                             |      |
|                       |    |                             |      |
| G                     | 88 | 0 Vladimir Stojković        |      |
| DG                    | 72 | 0 Slobodan Urošević         | 111e |
| DC                    | 4  | 0 Svetozar Marković         | 46e  |
| DC                    | 5  | 0 Igor Vujačić (en)         |      |
| DD                    | 26 | 0 Aleksandar Miljković (en) |      |
| MC                    | 16 | 0 Saša Zdjelar              | 106e |
| MC                    | 19 | 0 Aleksandar Šćekić (en)    |      |
| MO                    | 39 | 0 Miloš Jojić               |      |
| AiG                   | 77 | 0 Nemanja Jović             | 73e  |
| AiD                   | 50 | 0 Lazar Marković            | 73e  |
| AC                    | 8  | 0 Filip Holender            | 88e  |
|                       |    |                             |      |
| Remplaçants :         |    |                             |      |
| D                     | 23 | 0 Bojan Ostojić (en)        | 46e  |
| M                     | 6  | 0 Bibras Natkho             | 73e  |
| A                     | 97 | 0 Aleksandar Lutovac (en)   | 73e  |
| A                     | 32 | 0 Nikola Štulić             | 88e  |
| A                     | 80 | 0 Filip Stevanović          | 106e |
| D                     | 17 | 0 Marko Živković (en)       | 111e |
|                       |    |                             |      |
| Entraîneur :          |    |                             |      |
| Aleksandar Stanojević |    |                             |      |